# Vườn bách thảo Paris

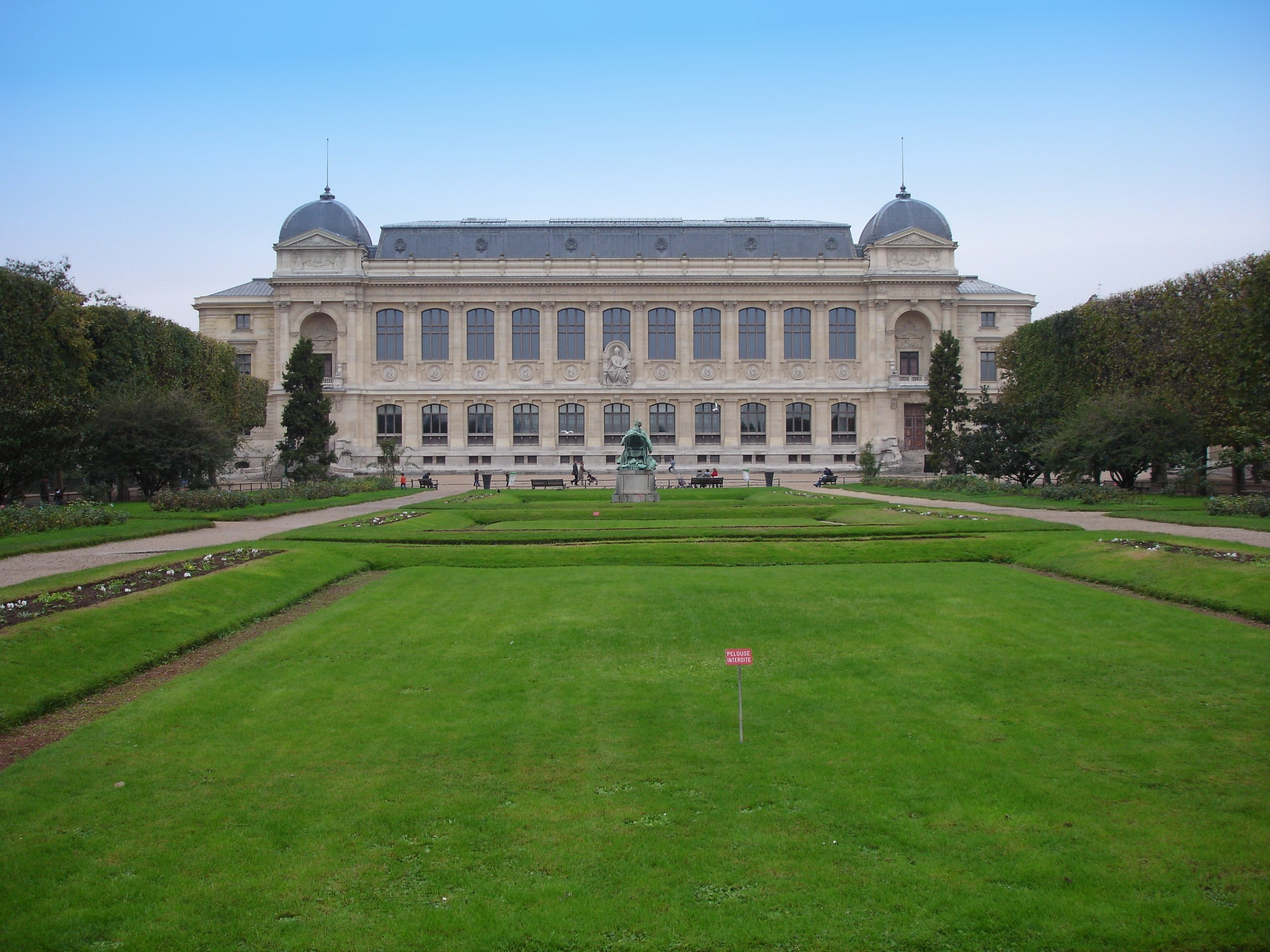
Bảo tàng Lịch sử Tự nhiên Quốc gia Pháp nằm trong vườn bách thảo

Vườn bách thảo Paris (tiếng Pháp: Jardin des plantes) là một khu vườn thực vật được mở cửa cho công chúng, nằm tại quận 5, Paris. Có vị trí ở giữa nhà thờ Hồi giáo và khu học xá Jussieu, vườn bách thảo rộng 23,5 hecta với Bảo tàng Lịch sử Tự nhiên Quốc gia Pháp nằm trong khuôn viên vườn.
| Métro Paris | Bến tàu điện ngầm: Jussieu hoặc Gare d'Austerlitz |

## Lịch sử

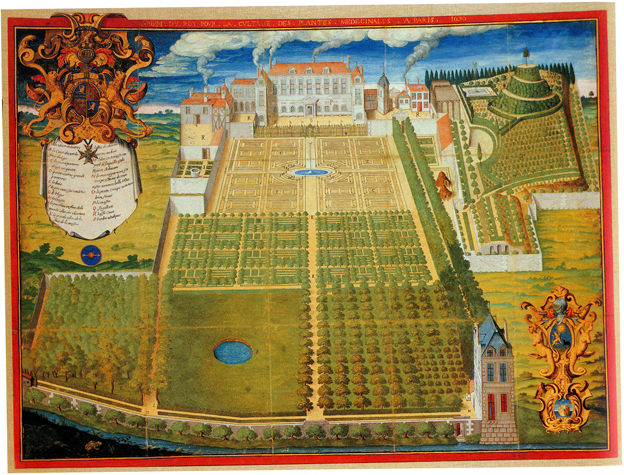
Vườn của vua năm 1636

Vườn bách thảo vốn là khu vườn hoàng gia dành cho các cây dược liệu, nằm ở vùng ngoại ô Saint-Victor, bờ sông Bièvre. Bắt đầu bằng đề nghị của Jean Héroard, thầy thuốc thứ nhất của vua Louis XIII, và Guy de La Brosse, nhà thực vật học và cũng là thầy thuốc của vua, chỉ dụ nằm 1635 cho phép thành lập khu vườn này. Đến năm 1640, khu vườn mới thực sự hoàn thành, mang tên chính thức Vườn hoàng gia dành cho các cây dược liệu (Jardin royal des plantes médicinales), thường được gọi là Vườn của vua (Jardin du roi). Nơi đây trở thành khu vườn cho khoa học cổ nhất nước Pháp.
Từ năm 1640, Vườn hoàng gia dành cho các cây dược liệu là nơi giảng dạy về thực vật học, hóa học, lịch sử tự nhiên. Nhiều nhà khoa học đã trưởng thành ở đây như các anh em nhà Jussieu, Geoffroy Saint-Hilaire, Bernard Germain de Lacépède, Georges Cuvier, René Just Haüy... Dưới thời Louis XVI, nhờ Georges-Louis Leclerc de Buffon và Louis Jean-Marie Daubenton, khu vườn được mở rộng, thực sự trở thành một trung tâm nghiên cứu. Vào thời kỳ Cách mạng Pháp thì khu vườn thuộc vào nội ô của Paris và được đổi tên thành Vườn bách thảo (Jardin des plantes). Jacques-Henri Bernardin de Saint-Pierre giữ chức quản lý trong khoảng thời gian 1792 tới 1793.
Ngay từ khi mới thành lập, các công trình đã bắt đầu được xây dựng trong khuôn viên của vườn. Năm 1650 là dinh thự Magny. Tiếp đó là tiểu đình Buffon của kiến trúc sư Edme Verniquet năm 1788, giảng đường Verniquet năm 1794... và phòng trưng bày về động vật học hoàn thành năm 1889. Các bức tượng của những nhân vật khoa học nổi tiếng cũng được đặt tại vườn.
Từ năm 1793, vườn bách thảo chính thức trở thành Bảo tàng quốc gia Lịch sử tự nhiên với nhiệm vụ gìn giữ sự đa dạng của bộ sưu tập thực vật, nghiên cứu cơ bản và ứng dụng, giảng dạy trong lĩnh vực khoa học tự nhiên. Cho đến ngày nay, vườn bách thảo vẫn giữ các chức năng này.

## Vườn bách thảo

Vườn bách thảo Paris

Vườn bách thảo Paris nằm cạnh sông Seine, bên bờ trái. Với diện tích 235.000 m², một bãi cỏ lớn dài 500 mét chạy dọc cạnh phía Nam của vườn, từ quảng trường Valhubert tới tòa nhà của Bảo tàng quốc gia Lịch sử tự nhiên. Bãi cỏ này được chia thành hai phần mang các tên Milne-Edwards, giám đốc của bảo tàng từ 1890 tới 1900, nằm gần bảo tàng và Lamarck nằm phía sông Seine, tên nhà hóa học Jean-Baptiste de Lamarck. Trên bãi cỏ, gần bảo tàng, có đặt một bức tượng đồng của nhà tự nhiên, toán học, sinh học Georges-Louis Leclerc de Buffon.
Trong vườn bách thảo có một vài công trình, các vườn nhỏ, nhà kính...

### Vườn hồng

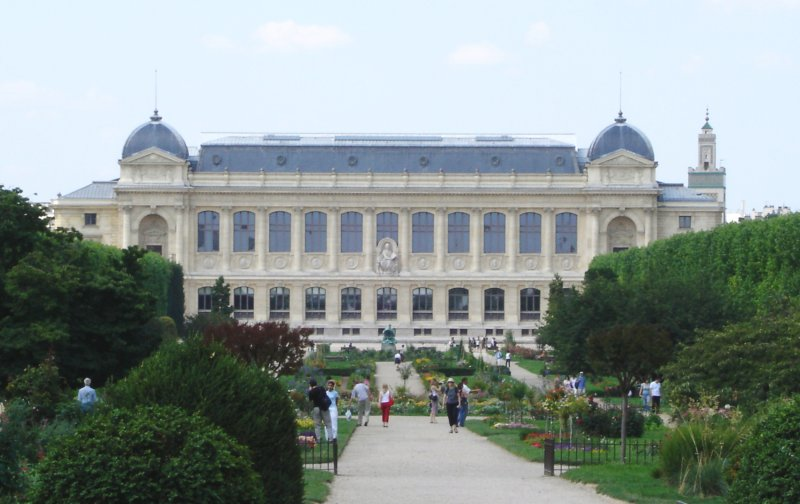
Bảo tàng quốc gia Lịch sử tự nhiên

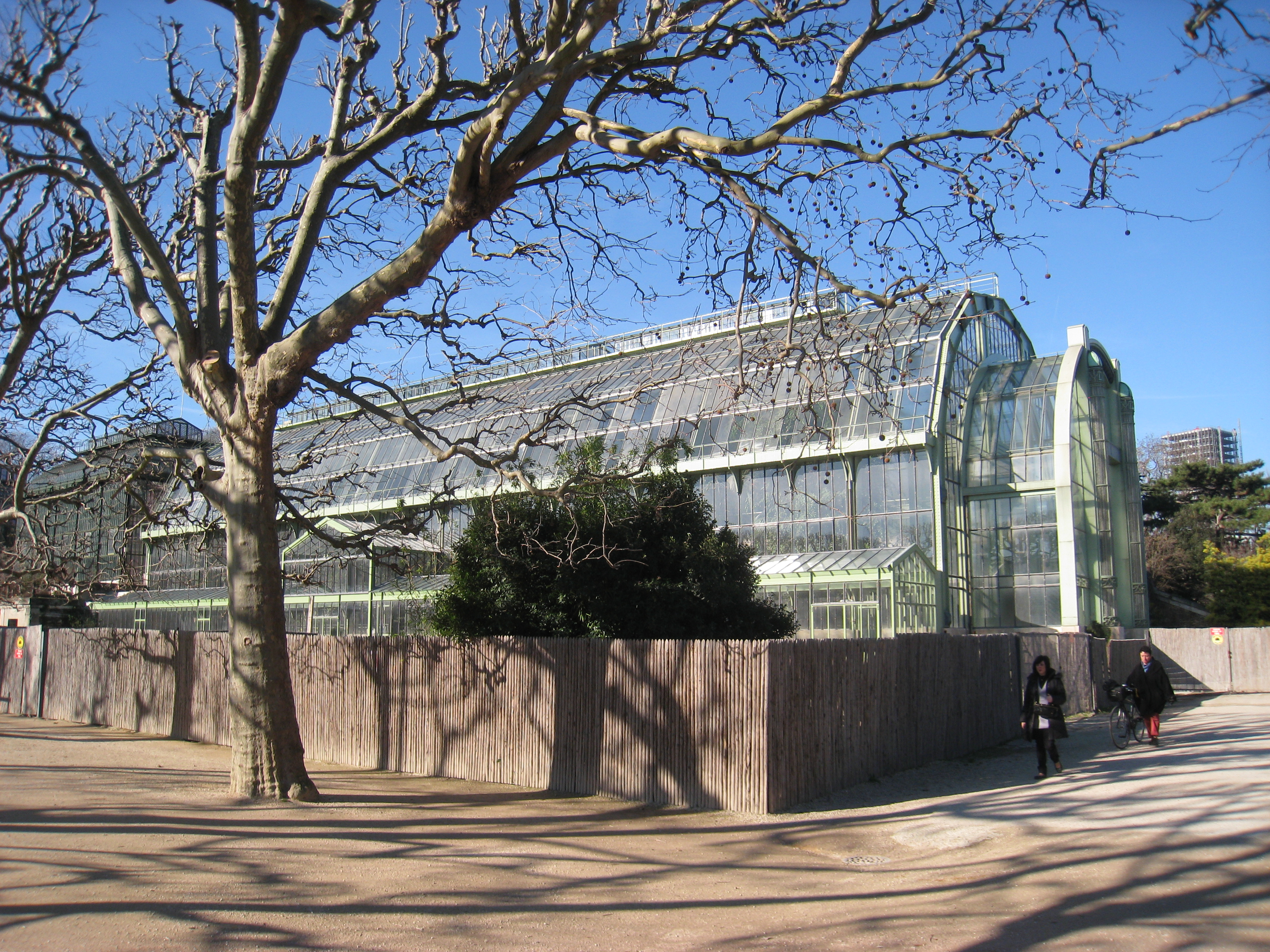
Nhà kính

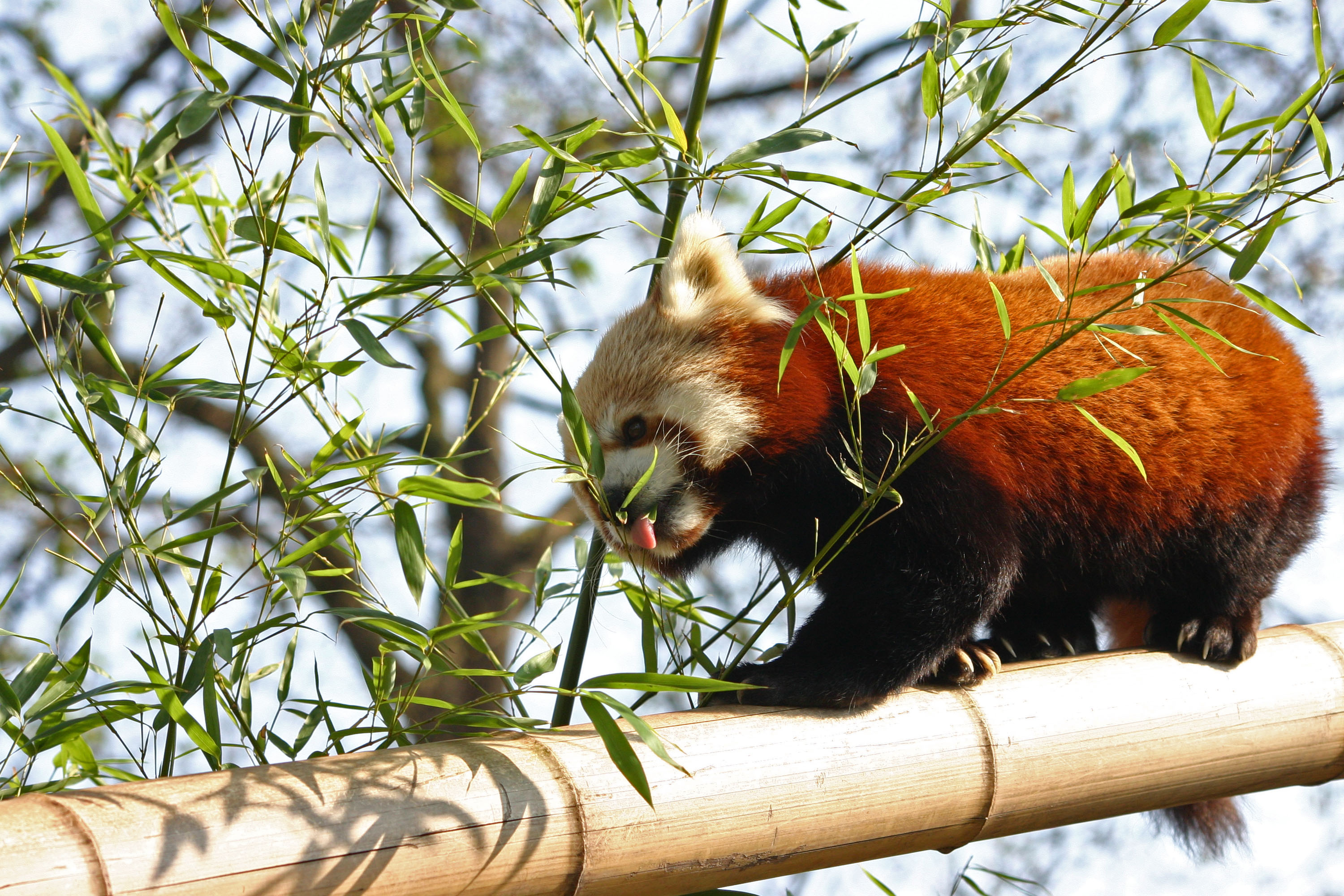
Gấu của vườn thú

Được hoàn thành năm 1990, vườn hồng có mục đính nghiên cứu và giới thiệu với công chúng các giống, loài hoa hồng khác nhau. Vườn có 170 thứ hồng ghi lại lịch sử của hòa hồng châu Âu, cùng 180 loài mới cũng được giới thiệu. Vườn hồng được trồng dọc theo lối đi Haüy - mang tên của René Just Haüy, người tiên phong của khoáng vật học - và kéo dài theo phòng trưng bày thực vật và địa chất. Vườn còn được trang trí hai bức tượng L'Amour prisonnier của nhà điêu khắc Félix Sanzel và Venus genitrix của Louis-Marie Dupaty.

### Nhà kính
3 nhà kính với khung kim loại nằm thẳng hàng dọc cạnh phía Nam của vườn, 2 trong số đó được mở cửa cho công chúng:
- Vườn kính mùa đông rộng 750 m², với khí hậu ấm và ẩm, 22 °C. Được trang trí theo phong cách nghệ thuật Art Déco, công trình này là tác phẩm của kiến trúc sư René Berger. Trong vườn có các cây leo, cây sung, vả, cọ và chuối.
- Vườn kính Mexico, tác phẩm của Rohault de Fleury, báo trước các công trình sử dụng kim loại ở Pháp. Vườn này tập hợp các loài thực vật thuộc vùng cằn cỗi châu Mỹ, vùng phía Nam châu Phi và Madagascar: xương rồng, cây xương khô, cây thùa, cây lê tàu, cây cà phê, hồ tiêu...
- Vườn kính Úc, cùng là tác phẩm của Rohault de Fleury, không được mở cửa cho công chúng.

### Vườn thú
Vườn thú của vườn bách thảo Paris nằm trong số những sở thú cổ nhất thế giới. Vườn thú này được thành lập năm 1795, do sáng kiến của Jacques-Henri Bernardin de Saint-Pierre, bằng cách chuyển các con thú từ vườn hoàng gia của cung điện Versailles và các vườn thú tư nhân về. Vào thời kỳ Công xã Paris, những người dân Paris đang bị vây hãm đã giết một số con thú để ăn thịt. Trong lịch sử, nơi đây đã giới thiệu số lượng lớn các loài động vật cho dân chúng Paris, như hươu cao cổ, voi, gấu nâu và trắng, chó biển.
Tới giữa thế kỷ 20 thì vườn thú trong vườn bách thảo Paris bắt đầu đi xuống, bị hai vườn thú ở Vincennes và Thoiry làm lu mờ. Tiếp đó, sở thú này còn đối mặt với phòng trào bảo vệ thú vật. Đến thập niên 1980 Vườn thú của vườn bách thảo Paris được đổi mới, chỉ giữ lại các con thú phù hợp trong điều điện nội ô thành phố Paris. Ngày nay trên một diện tích 5,5 hecta nơi đây còn 240 động vật có vú, 500 chim và 130 bò sát.
Ngoài ra trong vườn bách thảo còn có một vài cơ sở khác. Trường thực vật học nằm trong hai tòa nhà ở góc lối đi Cuvier và lối đi chính. Ở đây có 4500 thực vật xếp theo họ, loài hay thứ... Trường thực vật học có mục đích giúp các sinh viên, những người làm vườn, những người yêu thích thực vật tìm hiểu các kiến thức. Vườn Alps rộng 4000m² với 2000 cây vùng núi có nguồn gốc đa dạng, từ Pyrénées, Kavkaz, Corse, Alps, Nam Mỹ và Himalaya. Thư viện của bảo tàng chuyên về khoa học tự nhiên. Được thành lập vào thời Cách mạng Pháp, thư viện này lưu trữ 7000 cuốn sách giấy da bê, 3000 bản viết tay và 800.000 sách in. Vườn Iris được mở năm 1964 với 150 thứ thực vật đuôi diều.